# Schaalmodel

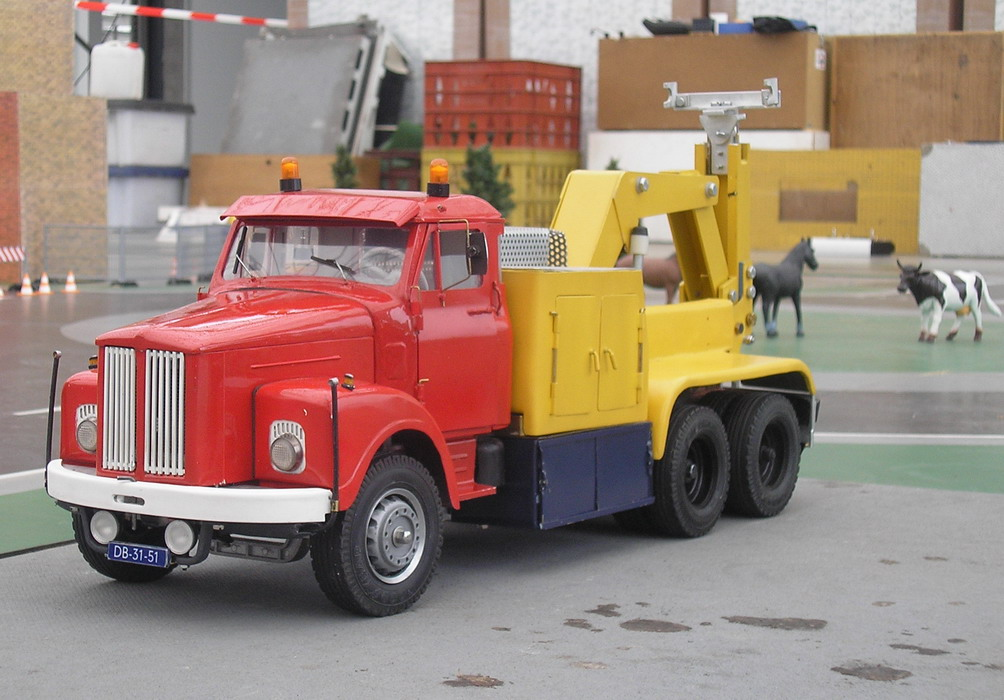
Handgemaakt schaalmodel van een kraanwagen

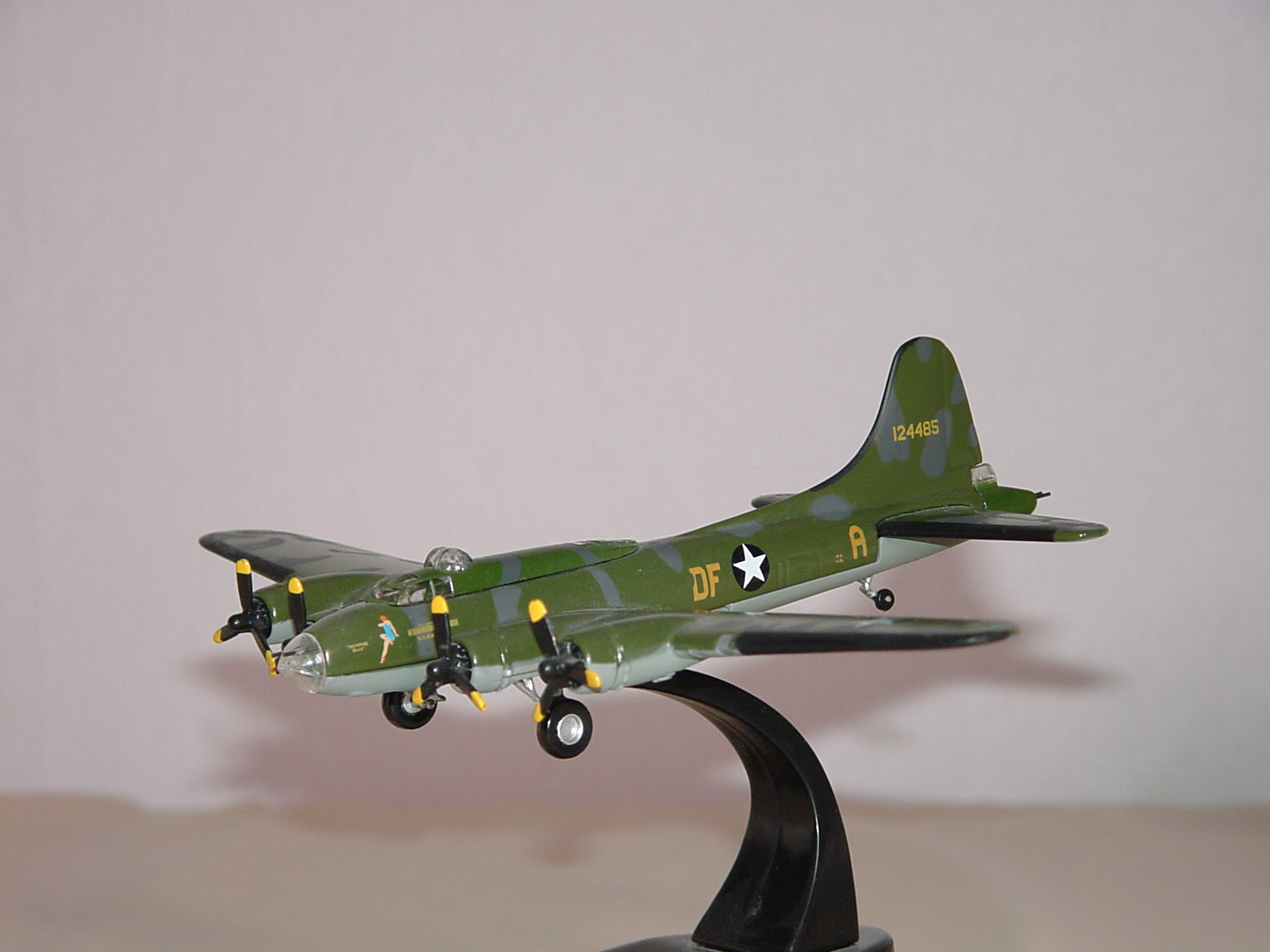
Schaalmodel van een B-17 Flying Fortress

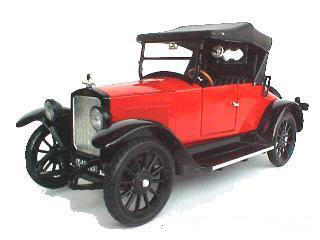
Een schaalmodel van een Cleveland roadster 1920

Een schaalmodel is een duplicaat van een voorwerp of landschap in meestal verkleinde vorm, waarbij de verhoudingen zoveel hetzelfde blijven als in werkelijkheid. Hiervoor wordt voor een model een schaal gehanteerd die de grootte van de onderdelen en het geheel van het model bepaalt. Vaak worden de voorbeelden verkleind, maar kleine dingen kunnen juist vergroot worden weergegeven. Vaak is niet alleen de schaal anders, maar is het ook een vereenvoudiging, bijvoorbeeld bij een schaalmodel van een auto, zonder werkende motor.
Schaalmodellen worden gebruikt voor onderzoek. Zo worden van schepen vaak modellen van de romp gebouwd die worden getest in een waterloopkundig laboratorium. Bij stadsvernieuwing en het bouwen van nieuwe woonwijken worden er vaak maquettes gemaakt om te kijken hoe het eruit komt te zien en om het aan het publiek te presenteren.
In de wetenschap worden schaalmodellen gebruik om iets visueel te maken. Denk hierbij, van extreem vergroot tot zeer sterk verkleind, aan modellen van: een atoom, gedeeltelijke DNA-molecuul, een virus, het zonnestelsel.
Ook van bepaalde historische gebouwen, steden of voer- vaar- en vliegtuigen worden schaalmodellen gebouwd om een beter beeld te kunnen vormen van hoe ze in werkelijkheid eruitzagen.
Vaak worden schaalmodellen ook als hobby gebouwd. Zie modelbouw.
Schaalmodellen vervullen eveneens een toeristische functie. In Madurodam zijn veel Nederlandse gebouwen op schaal nagebouwd. In Legoland gebruikt men schaalmodellen die opgebouwd zijn uit lego-steentjes. Het Atomium in Brussel is een sterk vergrote weergave van de kristalstructuur van ijzer.
Ook in de televisie- en filmindustrie spelen schaalmodellen een rol. Ruimteschepen in SF-films kunnen alleen als schaalmodel "in de ruimte reizen". Al worden nu ook veel computers gebruikt om virtuele modellen te creëren.

## Galerij

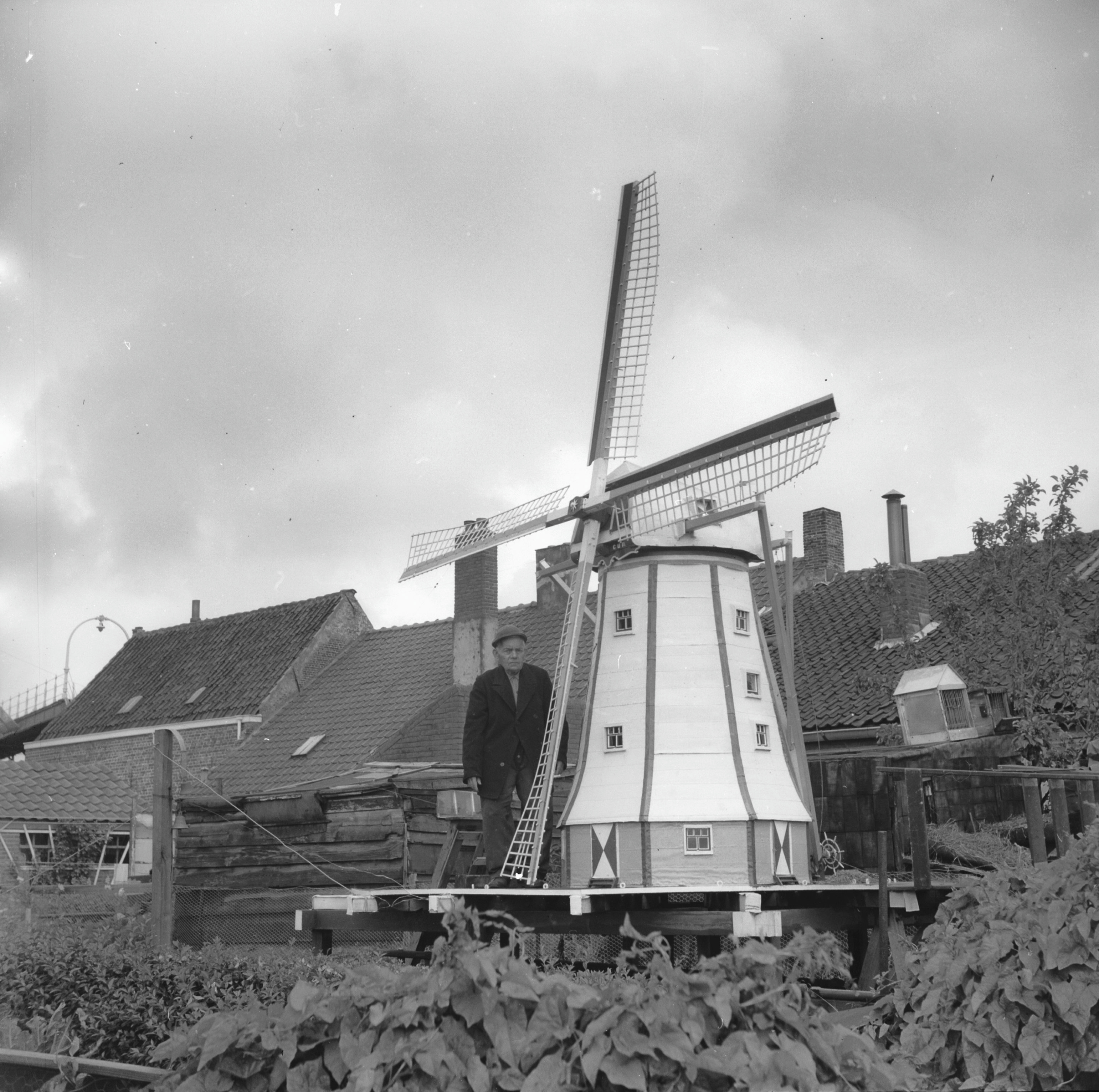
Schaalmodel 't Unicum van de Aagtekerkse Molen